# Lewis F. Linn
Lewis F. Linn (Louisville, 1796. november 5. – Ste. Genevieve, 1843. október 3.) az Amerikai Egyesült Államok szenátora (Missouri, 1833–1843).